# Mar d'Etiòpia

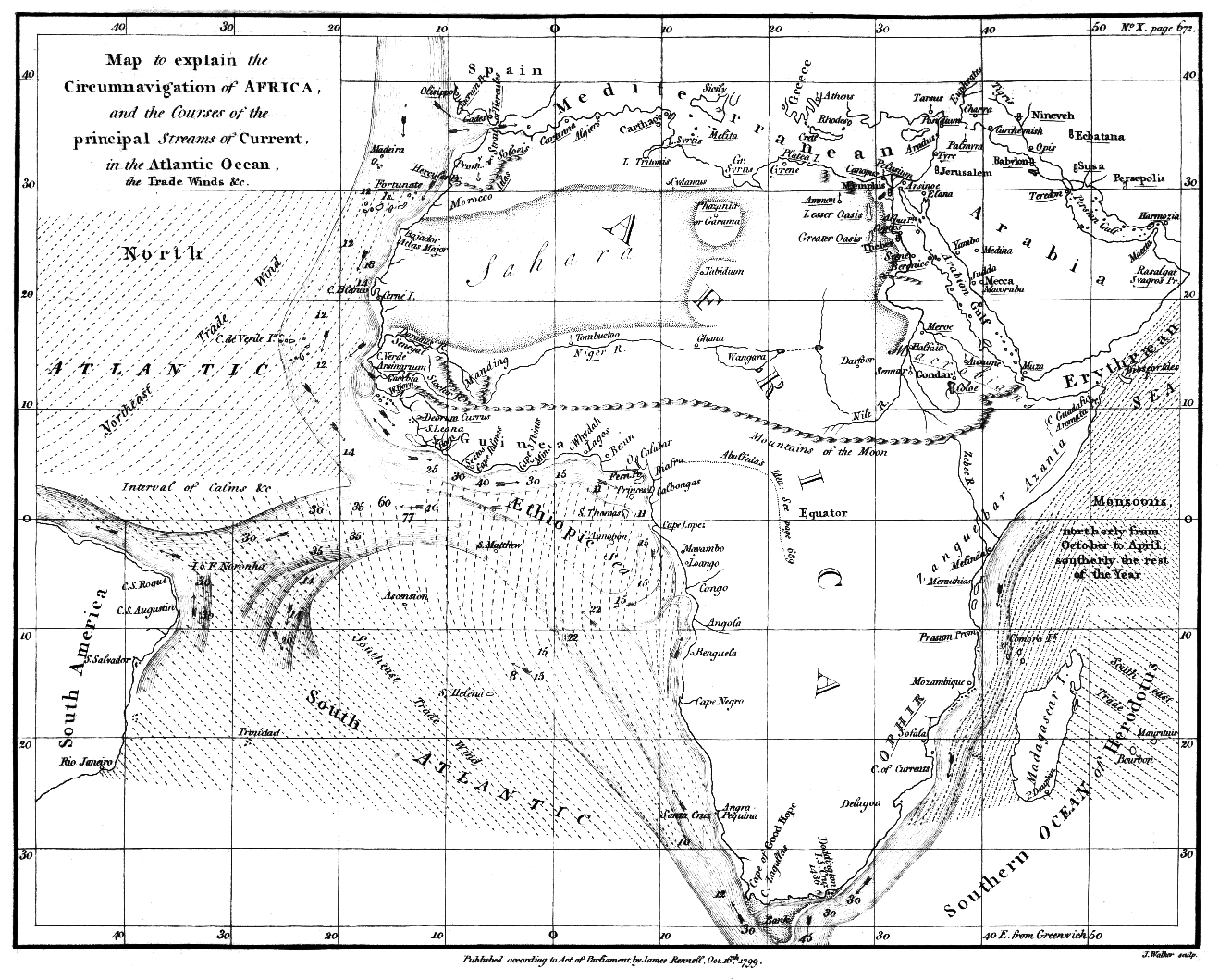
En aquest mapa anglès del L'Atlàntic a la zona del golf de Guinea apareix com a Aethiopian Sea

Mar d'Etiòpia (Æthiopicum Mare en llatí) fou el nom clàssic donat a la part sud de l'oceà Atlàntic. Aquest nom té poc a veure amb l'Etiòpia actual i és actualment obsolet.
En els mapes del segle xvi l'Oceà Atlàntic septentrional es coneix com a Sinus Occidentalis, mentre que la part central, al sud-oest de la zona de l'actual Libèria es coneix com a Sinus Atlanticus i l'Atlàntic meridional com a Mare Aethiopicum.
Segons els antics historiadors grecs Diodor i Palaephatus les gòrgones habitaven les illes Gòrgades al mar d'Etiòpia. L'illa més gran era l'illa de Cerna. Henry T. Riley, fent el comentari dels textos d'Ovidi especula que aquestes illes podrien ser les illes de Cap Verd.
El botànic William Albert Setchell atribueix aquest nom a certes illes antàrtiques.